# 班克斯島 (卑詩省)
53°25′N 130°10′W / 53.417°N 130.167°W

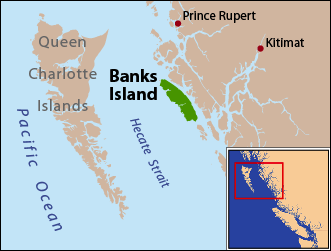

班克斯島是加拿大的島嶼，位於赫卡特海峽，由卑斯省負責管轄，長72公里、寬18公里，面積1,005平方公里，最高點海拔高度536米，島上無人居住。